# Альтглиникская церковь
Альглиникская церковь (нем. Altglienicke kirche) — церковь в районе Берлина Альтглиникке в округе Трептов-Кёпеник. Современное здание было построено в 1894—1895 годах.

## Предшественники
Предполагается, что уже во время первого упоминания о местечке Глиник (нем. Glinik, позднее Глиникке (нем. Glienicke) и Альтглиникке (нем. Altglienicke)) в 1375 года на месте нынешнего здания существовала церковь.
Согласно данным местных летописей, во время Тридцатилетней войны (1618—1648 годы) одно из зданий-предшественников было сожжено.
3 июня 1757 года был заложен первый камень в фундамент новой церкви. В 1759 году она была освящена. В 1774 году церковь была капитально отремонтирована и к началу XIX века вмещала 120 прихожан.
В 1866 году было выдвинуто требование о строительстве более крупной церкви. Первоначально оно было отвергнуто из-за высокой стоимости проекта. После тяжёлых переговоров было принято решение о совместном финансировании строительства церкви государством, церковными властями и жителями. В 1894 году старое здание было снесено.

## Современное здание
18 июля 1894 года на том же самом месте был заложен первый камень современного здания церкви. Освещение состоялось 10 ноября 1895 года, в день рождения Мартина Лютера. Здание имеет длину 36 метров, ширину 16 метров и башню высотой 41 метр. Вместимость — около 800 прихожан.
Во время Второй мировой войны церковь была незначительно, но заметно повреждена. В течение полугода в церкви шли ремонтные работы, и 11 ноября 1945 года в ней состоялась служба, посвящённая 50-летию освящения нового здания.
В период Германской Демократической Республики здание постепенно разрушалось из-за отсутствия ремонта. В 1995 году, к столетнему юбилею, был отреставрирован неф. Ряд других работ, таких как реставрация башни, ведутся и по настоящий момент.